# Soleil Moon Frye
Soleil Moon Frye (Glendora, California, 6 de agosto de 1976) es una actriz, directora de cine y guionista estadounidense. Es conocida, sobre todo, por su papel infantil como protagonista en Punky Brewster, una comedia de situación.

## Biografía
Soleil nació en Glendora, California, su padre es el actor Virgil Frye y su madre la agente de talentos, Sondra Peluce Londy. Tiene dos medio-hermanos de lado paterno y materno respectivamente, Sean Frye y Meeno Peluce, ambos antiguos actores infantiles. «Soleil» —pronunciado [soʊˈleɪ]— es la palabra francesa para «Sol».

### Carrera
Frye hizo su debut como actriz en la película Missing Children: A Mother's Story en 1982. A la edad de 6 años, protagonizó Punky Brewster, una sitcom transmitida en la NBC y en redifusión de 1984 a 1986.
Asimismo, dobló al personaje principal en la serie animada It's Punky Brewster. Después de que la serie terminara en 1986, Frye consiguió el papel principal en el sitcom Cadets en 1988. Durante la década de los noventa, actuó como invitada en distintas series de televisión, incluyendo The Wonder Years, Saved by the Bell, y Friends, y dobló personajes de series animadas como los Tiny Toon Adventures y The Cartoon Cartoon Show. Además de su trabajo televisivo, Frye apareció en las películas The Liars' Club (1993) y Pumpkinhead II: Blood Wings (1995) y en producciones teatrales como Orestes, I Murdered My Mother y The Housekeeper. En 1996, Frye se trasladó a Nueva York para asistir a La Nueva Escuela y posteriormente dirigir la película Wild Horses (1998).
Del año 2000 al 2003, Frye representó el personaje de Roxie King en Sabrina, the Teenage Witch, con su antigua amiga y productora de series Melissa Joan Hart. Durante la grabación de Sabrina, también dobló al personaje de Zoey en la serie The Proud Family para Disney Channel y en la película para televisión de la misma serie en 2005.
Frye dirigió su segunda película, Sonny Boy, en 2004. El documental narra las crónicas de un viaje de dos semanas que Frye realizó con su padre, Virgil, quien tiene Alzheimer. Sonny Boy fue elegida para la selección oficial del 27.º Starz Denver International Film Festival y ganó el premio al mejor documental en el San Diego Film Festival. En 2006, dio su voz para el personaje de Jade en la serie animada Bratz.

### Vida personal
En 1992 mantuvo una breve relación con el actor Edward Furlong (Terminator 2) y poco después salió con Mark Wahlberg, conocido por aquel entonces como Marky Mark, líder de un grupo de rap. Tras sufrir gigantomastia juvenil siendo adolescente, Frye se sometió a una reducción de pecho tres meses antes de cumplir 16 años.
Frye se casó con Jason Goldberg, un actor y productor de televisión, el 25 de octubre de 1998 en Los Ángeles. Tuvieron su primera hija, Poet Sienna Rose Goldberg, el 24 de agosto de 2005 en Los Ángeles. El 17 de marzo de 2008, Soleil dio a luz a su hijo, Jagger Joseph Blue Goldberg. Su tercer hijo, Lyric Sonny Roads Goldberg, llegó a sus vidas el 9 de febrero de 2014.
En 2007, Frye junto con dos amigos, abrieron The Little Seed [La pequeña semilla], una boutique para niños respetuosa con el medio ambiente situada en Los Ángeles.

## Filmografía

### Cine
| Film | Film                        | Film               | Film                                |
| Año  | Película                    | Papel              | Notas                               |
| ---- | --------------------------- | ------------------ | ----------------------------------- |
| 2008 | For Better or for Worse     |                    |                                     |
| 2004 | Sonny Boy                   |                    | Directora                           |
| 2001 | Alex in Wonder              | Alissa             | Título alternativo Sex and a Girl   |
| 2000 | The Girls' Room             | Casey              | Título alternativo: Best of Enemies |
| 1999 | Motel Blue                  | Agente Kyle Rivers |                                     |
| 1998 | Wild Horses                 |                    | Guionista y directora               |
| 1996 | Mind Games                  | Becky Hanson       |                                     |
| 1995 | Twisted Love                | Sharon Stewart     |                                     |
| 1994 | The St. Tammany Miracle     | Julia              |                                     |
| 1994 | Pumpkinhead II: Blood Wings | Marcie             |                                     |
| 1993 | The Liars' Club             | Gigi               |                                     |

### Televisión
| Televisión | Televisión                                                                | Televisión                           | Televisión                 | Televisión    |
| Año        | Título                                                                    | Papel                                | Título original            | Tipo          |
| ---------- | ------------------------------------------------------------------------- | ------------------------------------ | -------------------------- | ------------- |
| 2005-2006  | Bratz                                                                     | Jade (Voz)                           |                            |               |
| 2005-2006  | Bratz: Forever Diamondz                                                   | Jade (Voz)                           |                            | Videojuego    |
| 2005       | The Proud Family Movie                                                    | Zoey (Voz)                           |                            | Película      |
| 2005       | Bratz Rock Angelz                                                         | Jade                                 |                            | Videojuego    |
| 2005       | Los Equis                                                                 | Annasthesia (Voz)                    | The X's                    | 1 episodio    |
| 2001-2005  | The Proud Family                                                          | Zoey (Voz)                           |                            | 46 episodios  |
| 2000-2003  | Sabrina, la bruja adolescente                                             | Roxie King                           | Sabrina, the Teenage Witch | 65 episodios, |
| 1999       | Working                                                                   | Jen Miller                           |                            | 1 episodio    |
| 1999       | Friends                                                                   | Katie                                |                            | 1 episodio    |
| 1999       | Grown Ups                                                                 | Robin                                |                            | 1 episodio    |
| 1998       | I've Been Waiting for You                                                 | Kyra Thompson                        |                            | Película      |
| 1997       | The Secret                                                                | Emily DeCapprio                      |                            | Película      |
| 1996       | The Cartoon Cartoon Show                                                  | Mary (Voz)                           |                            | 1 episodio    |
| 1995       | Piranha                                                                   | Laura                                |                            | Película      |
| 1994       | Summertime Switch                                                         | Peggy, la capitana de las animadoras |                            | Película      |
| 1994       | Heaven Help Us                                                            |                                      |                            | 1 episodio    |
| 1992       | Salvados por la campana                                                   | Robin                                | Saved by the Bell          | 1 episodio    |
| 1992       | Tiny Toon Adventures                                                      | Amanda Duff (Voz)                    |                            | 2 episodios   |
| 1992       | ABC Weekend Special                                                       | Tina                                 |                            | 1 episodio    |
| 1990       | Where's Rodney?                                                           | Sonya                                |                            | Película      |
| 1990       | Aquellos maravillosos años (España) Kevin, creciendo con amor (Argentina) | Mimi Detweiler                       | The Wonder Years           | 1 episodio    |
| 1988       | Cadets                                                                    | Tyler McKay                          |                            |               |
| 1987       | The Law & Harry McGraw                                                    | Charlene                             |                            | 1 episodio    |
| 1987       | Los Verdaderos Cazafantasmas                                              | Kenny Fenderman (Voz)                | The Real Ghostbusters      | 1 episodio    |
| 1985-1986  | It's Punky Brewster                                                       | Penelope "Punky" Brewster (Voz)      |                            | 26 episodios  |
| 1984-1986  | Punky Brewster                                                            | Penelope "Punky" Brewster            |                            | 88 episodios  |
| 1985       | Arnold (España) Blanco y negro (Hispanoamérica)                           | Terry Harris                         | Diff'rent Strokes          | 1 episodio    |
| 1985       | MacGruder and Loud                                                        | Kathy                                |                            | 1 episodio    |
| 1984       | Ernie Kovacs: Between the Laughter                                        | Elizabeth Kovacs #2                  |                            | Película      |
| 1984       | Invitation to Hell                                                        | Chrissy Winslow                      |                            | Película      |
| 1983       | Who Will Love My Children?                                                | Linda Fray                           |                            | Película      |
| 1982       | Missing Children: A Mother's Story                                        |                                      |                            | Película      |

## Premios y nominaciones
| Año  | Premio                  | Resultado | Categoría                                                                 | Película o serie                                                                                  |
| ---- | ----------------------- | --------- | ------------------------------------------------------------------------- | ------------------------------------------------------------------------------------------------- |
| 1985 | Young Artist Award      | Nominada  | Mejor actriz joven en una Serie cómica de televisión                      | Punky Brewster                                                                                    |
| 1986 | Young Artist Award      | Ganadora  | Mejor actriz joven protagonista en una serie de televisión                | Punky Brewster                                                                                    |
| 1988 | Young Artist Award      | Nominada  | Mejor superestrella joven femenina en televisión                          | Punky Brewster                                                                                    |
| 1988 | Young Artist Award      | Nominada  | Mejor animación de voz en grupo                                           | It's Punky Brewster (compartido con Casey Ellison, Ami Foster, Teddy Field III, y Cherie Johnson) |
| 1989 | Young Artist Award      | Nominada  | Mejor actriz joven protagonista en una comedia familiar, drama o especial | Mickey's 60th Birthday                                                                            |
| 1989 | Young Artist Award      | Ganadora  | Mejor actriz joven - Voz para papel                                       | It's Punky Brewster                                                                               |
| 2004 | San Diego Film Festival | Ganadora  | Mejor documental                                                          | Sonny Boy                                                                                         |